# 韋塞萊 (卡霍夫卡區)
46°57′43″N 34°3′39″E / 46.96194°N 34.06083°E
韋塞萊（烏克蘭語：Веселе）是位於烏克蘭南部的村莊，由赫爾松州卡霍夫卡區的魯巴尼夫卡市鎮負責管轄。該村始建於1909年，面積0.001平方公里，海拔高度70米，2001年人口75，人口密度每平方公里75,000人。